# Приключения Нестерки
«Приключения Нестерки» (бел. Прыгоды Несцеркі) — первый белорусский анимационный полнометражный фильм, выпущенный в 2013 году киностудией Беларусьфильм.

## Сюжет фильма
Мультипликационный фильм «Приключения Нестерки» режиссёра Игоря Волчека состоит из 8 историй, в которых главный герой Нестерка вместе со своим псом и котом попадает в разные ситуации, выходит с честью из них, спасает невесту из логова Змея и находит счастье. В основе фильма лежат белорусские сказки, и сам популярный герой легенд и преданий Нестерка является воплощением белорусских качеств: находчивый, добрый, веселый и немного незадачливый.

## Работа над фильмом
Работа над мультфильмом велась почти 10 лет разными художниками. Поэтому самое сложное, по словам режиссёра, было соединить серии в одну сквозную сюжетную линию. Фильм сделан для детей, чтобы «они не только развлекались, но и чему-то учились». Например, тому, что богатство не главное, а есть более важные ценности: «Надо смотреть под ноги. Часто клад лежит под ногами».
Фильм о Нестерке снят на белорусском и русском языках

## Съёмочная группа
| Режиссёр-постановщик   | Игорь Волчек |
| Автор сценария         | Дмитрий Якутович |
| Художники-постановщики | Алла Матюшевская, Ирина Тарасова, Стас Сперанский |
| Художники-аниматоры    | Валерий Козлов, В. Бобровский, М. Карпова, А. Сидоров, А. Орленко, Игорь Волчек, Александр Ленкин, О. Заикин, А. Флерко, Н. Ярунин, А. Новик, О. Коршакевич, Ирина Тарасова, А. Миронович, О. Рыбина, К. Горовая, Л. Орлова, Д. Жукова, А. Котович, В. Манкович                                                                                        |
| Звукорежиссёр          | Сергей Чупров |
| Синхронные шумы        | Ш. Исмаилов |
| Композитор             | Леонид Захлевный |
| Роли озвучивали        | Александр Кашперов, Геннадий Овсянников, Виктор Манаев, Александр Ткачёнок, Анастасия Волчек, Дмитрий Пустильник, Александр Ефремов, Тамара Муженко, Нина Розанцева, А. Хитрик, В. Мищанчук, О. Ткачев, И. Сичкарь, Михаил Тумеля, Ольга Демчихина-Нефедова, К. Марьянкова, Иван Мацкевич, Светлана Суховей, Артур Федорович, В. Кавалерова, В. Корзюк |
| Директора картины      | Елена Карзюк, Ольга Оноприенко, Леонарда Зубенко |